# Campeonato Amazonense 2005
In 2005 werd het 89ste Campeonato Amazonense gespeeld voor clubs uit Braziliaanse staat Amazonas. De competitie werd georganiseerd door de FAF en werd gespeeld van 22 januari tot 10 april. Grêmio Coariense won beide toernooien waardoor er geen finale nodig was.

## Eerste toernooi
| Plaats | Club                 | Wed. | W | G | V | Saldo | Ptn. |
| ------ | -------------------- | ---- | - | - | - | ----- | ---- |
| 1.     | Grêmio Coariense     | 7    | 6 | 0 | 1 | 24:10 | 18   |
| 2.     | São Raimundo         | 7    | 5 | 1 | 1 | 15:8  | 16   |
| 3.     | Princesa do Solimões | 7    | 5 | 0 | 2 | 18:7  | 15   |
| 4.     | Nacional             | 7    | 4 | 0 | 3 | 18:14 | 12   |
| 5.     | Cliper               | 7    | 3 | 1 | 3 | 8:15  | 10   |
| 6.     | Rio Negro            | 7    | 2 | 1 | 4 | 11:17 | 8    |
| 7.     | Libermorro           | 7    | 0 | 2 | 5 | 6:17  | 2    |
| 8.     | Sul América          | 7    | 0 | 1 | 6 | 3:15  | 1    |

|  | Gekwalificeerd voor finale |

## Tweede toernooi

### Eerste fase

#### Groep 1
| Plaats | Club             | Wed. | W | G | V | Saldo | Ptn. |
| ------ | ---------------- | ---- | - | - | - | ----- | ---- |
| 1.     | Nacional         | 3    | 2 | 1 | 0 | 10:4  | 7    |
| 2.     | Grêmio Coariense | 3    | 1 | 1 | 1 | 4:4   | 4    |
| 3.     | Cliper           | 3    | 1 | 0 | 2 | 9:7   | 3    |
| 4.     | Sul América      | 3    | 1 | 0 | 2 | 5:13  | 3    |

|  | Gekwalificeerd voor tweede fase |

#### Groep 2
| Plaats | Club                 | Wed. | W | G | V | Saldo | Ptn. |
| ------ | -------------------- | ---- | - | - | - | ----- | ---- |
| 1.     | Princesa do Solimões | 3    | 2 | 0 | 1 | 8:4   | 6    |
| 2.     | Rio Negro            | 3    | 2 | 0 | 1 | 8:5   | 6    |
| 3.     | São Raimundo         | 3    | 2 | 0 | 1 | 7:4   | 6    |
| 4.     | Libermorro           | 3    | 0 | 0 | 3 | 1:11  | 0    |

|  | Gekwalificeerd voor tweede fase |

### Tweede fase
|  | Halve finale     | Halve finale     |   |  | Finale   | Finale |  |
|  |                  |                  |   |  |          |        |  |
|  |                  |                  |   |  |          |        |  |
|  | Nacional         | 2                |   |  |          |        |  |
|  | Rio Negro        | 1                |   |  |          |        |  |
|  |                  |                  |   |  |          |        |  |
|  |                  |                  |   |  |          |        |  |
|  |                  |                  |   |  | Nacional | 2      |  |
|  |                  | Grêmio Coariense | 3 |  |          |        |  |
|  |                  |                  |   |  |          |        |  |
|  |                  |                  |   |  |          |        |  |
|  |                  |                  |   |  |          |        |  |
|  |                  |                  |   |  |          |        |  |
|  | Princesa         | 1                |   |  |          |        |  |
|  | Grêmio Coariense | 2                |   |  |          |        |  |

### Kampioen
| Campeonato Amazonense de 2005 |
| Amazonas                      |
| ----------------------------- |
| COARIENSE Kampioen (1° titel) |